# Résolution 243 du Conseil de sécurité des Nations unies
Membres permanents
- Chine (Taïwan)
- États-Unis
- France
- Royaume-Uni
- URSS

Membres non permanents
- Argentine
- Brésil
- Bulgarie
- Canada
- Danemark
- Éthiopie
- Inde
- Japon
- Mali
- Nigéria

Résolution no 242 Résolution no 244
La Résolution 243 est une résolution du Conseil de sécurité des Nations unies adoptée le 12 décembre 1967, dans sa 1384e séance, concernant la République populaire du Yémen et qui recommande à l'Assemblée générale des Nations unies d'admettre ce pays comme nouveau membre.

## Vote
La résolution a été approuvée à l'unanimité.

## Contexte historique
En 1839, la Compagnie anglaise des Indes orientales capture le port d’Aden, pour qu'il fournisse du charbon aux navires en route vers l'Inde. La ville yéménite sera gouvernée par l'Inde britannique jusqu'en 1937. Cette année-là, Aden devient la colonie d'Aden. Celle-ci s'étend jusqu'au Hadramaout, qui n'est pas administré directement par Aden mais rattaché par un traité de protection, et qui continue de suivre une politique traditionnelle, c'est le protectorat d'Aden dont l'économie est largement centrée dans la ville d'Aden, la capitale du pays.
En 1959, il est en partie intégré dans la Fédération des émirats arabes du Sud, qui deviendra en 1962 la Fédération d'Arabie du Sud (FAS). Quatre autres protectorats refusent d'adhérer à la fédération et constituent le Protectorat d'Arabie du Sud (PAS) (État Quaiti de Shihr et Mukalla, État Kathiri de Sai'un, Sultanat Mahri de Qishn et Socotra, Wahidi Bir Ali). Les Britanniques promettent une indépendance totale aux deux groupes pour 1968. 
Deux groupes nationalistes, le Front de libération de l'occupation du Yémen du Sud (FLOYS) et le Front de libération nationale (FLN du Yémen) soutenue par les forces armées égyptiennes et le régime alors en place du Yémen du Nord engagent une lutte de libération nationale contre les Britanniques. Le 30 novembre 1967, est proclamée l'indépendance de la République populaire du Yémen du Sud issue de la fusion du PAS et la FAS, avec à sa tête le FLN. (issu de l'article République démocratique populaire du Yémen).

## Texte
- Résolution 243 Sur fr.wikisource.org
- Résolution 243 Sur en.wikisource.org